# لودو دي ويت
لودو دي ويت هو عالم اجتماع بلجيكي، ولد في 1956.